# Любо, братцы, любо
«Любо, братцы, любо…» — популярная казачья песня. Стала широко известной после исполнения в советском фильме 1942 года «Александр Пархоменко», как любимая песня Нестора Махно.

## Происхождение

### Возможный прообраз
Возможным прообразом текста песни являются строки из стихотворения «Песня после ученья» унтер-офицера Первого пехотного корпуса Николая Верёвкина, который в 1830—1831 гг. сочинил несколько солдатских песен, исполнявшихся в армии. В 1837 году «Солдатские песни Первого пехотного корпуса» были опубликованы в XX-м томе журнала «Библиотека для чтения». И размер, и сюжет стихотворения «Песни после учения» не оставляет сомнений в том, что все последующие варианты текста восходят к этому источнику:
Молодцам-солдатам

Не о чем тужить!

С командиром-хватом

Любо, братцы, жить!
Но сюжет более близок к более раннему стихотворению «Раненый русский воин» Николая Верёвкина, народная переработка которого «Под ракитою зелёной» стала песней «Чёрный ворон». В нём смертельно раненый в бою воин прощается с жизнью. Из текста Верёвкина отчасти также родилась казачья песня «Чёрный ворон, друг ты мой залётный».

### Варианты начала 1940-х годов
В повести «В лесах Урала» И. А. Арамилева 1941 года приводился вариант песни «уральских казаков» со словами:
Как на Чёрном ярике, как на Чёрном ярике

Ехали татары — сорок тысяч лошадей.
В романе «Емельян Пугачев» В. Я. Шишкова, писавшемся в 1938—1945 годы, приводился вариант, представленный как сочинение персонажей — донских казаков Емельяна Пугачёва, начинающийся куплетом:
Часто Фридриха мы били,

К нему в гости мы зашли,

Всю столицу перерыли,

Короля в ней не нашли.

#### Исполнение в кинофильме
В фильме 1942 года «Александр Пархоменко» «Любо, братцы, любо…» показана любимой песней Нестора Махно. Песня приобрела значительную популярность.
Автор музыки Никита Владимирович Богословский (также автор музыки к песням «Любимый город», «Спят курганы тёмные», «Тёмная ночь», «Шаланды», «Днём и ночью», «Почему ж ты мне не встретилась»).
Автор текста в титрах не указан. Существует неподтверждённая гипотеза, что слова песни для кинофильма изменил приглашённый поэт Б. С. Ласкин (автор текстов к песням Три танкиста, Спят курганы тёмные, Марш танкистов). Вероятно, припев и пара цитат взяты из существовавших вариантов песен — а основной «редакционный» текст написан поэтом.

### Версия «казачьего» происхождения
Первоначально песня могла быть посвящена сражению донских казаков с ногайцами в 1783 году, что ничем не подтверждается и речь также могла идти о совсем о другой войне.
Как на дикий берег, да на Чёрный Ерик,

Выгнали татары сорок тысяч лошадей…
Сорокатысячное количество лошадей объясняется традиционно тем, что в ногайском войске каждый всадник 16-тысячного войска вёл по две «заводные лошади».
В конце Русско-турецкой войны, в 1774 году, Матвей Иванович Платов (1753—1818), будущий легендарный атаман Войска Донского, а в то время ещё полковник, вёл один из полков донских казаков (штатный состав полка — 501 человек) в авангарде обоза с беженцами, уходившими с Кубани, и продовольствием для снабжения русских войск на Кавказской линии. Командиром второго авангардного казачьего полка был полковник Степан Ларионов. Возглавлял обоз полковник Иван Бухвостов.
В степи у реки Калалах (в переводе с тюркского — Великая Грязь) транспорт подвергся внезапному нападению объединённых ногайской и крымскотатарской орд численностью в 10 тысяч всадников. Каждый всадник вёл ещё по три «заводные» (то есть в поводу) лошади (одну сменную верховую и две вьючные), так как при набегах ни ногайцы, ни татары, так же как и донские казаки, обозов не использовали.
И первоначально песня начиналась следующими словами:
На Великой Грязи, там где Чёрный Ерик,

Татарва нагнала сорок тысяч лошадей. (или по другой версии: Выгнали ногаи сорок тысяч лошадей.)

И взмутился Ерик, и покрылся берег

Сотнями порубанных, пострелянных людей!
Поставив традиционный для казачьей тактики обороны гуляй-город из телег с мешками с мукой, тысяча казаков двое суток держала активную оборону. После ружейных залпов, для того чтобы дать оборонявшимся время на перезарядку ружей, казаки бросались врукопашную. И дождались подмоги — «С нашим атаманом не приходится тужить!» Донские казаки третьего арьергардного полка, возглавляемого полковником Уваровым, не дожидаясь эскадронов ахтырских гусар и драгун, двигавшихся с обозом, первыми устремились на выручку полкам Платова и Ларионова. 300 казаков с пиками наперевес «лавой» атаковали татар и ногайцев с тыла, чем вызвали у врага панику. Многотысячное войско Давлет Гирея было рассеяно. На берегу Ерика остались лежать «порубанными и пострелянными» более 500 басурман. Казаки потеряли убитыми 82 человека и треть лошадей.
Жена погорюет — выйдет за другого!

За моего товарища, забудет про меня!
П. С. Кирсанов, друг М. И. Платова, пал в бою. А его вдова Марфа Дмитриевна (в девичестве Мартынова) — вышла за Платова. Первая жена Платова — Надежда Степановна (в девичестве Ефремова) (1751) родила в 26 лет, имя рождённого сына — Иван Матвеевич Платов. Сын же П. С. Кирсанова — Кирсан (Хрисанф) Павлович Кирсанов, воспитанный М. И. Платовым, впоследствии — командир легендарного Атаманского имени Атамана графа Платова казачьего полка.
В связи с Кавказской войной (1817—1864) место действия песни и атакующая сторона изменились:
Как на грозный Терек

Да на высокий берег

Ехали казаки,

Сорок тысяч лошадей.

## В культуре

### Кинематограф
В фильме «Александр Пархоменко» 1942 года. Автор музыки Никита Владимирович Богословский.

### Современные исполнители
В 1970-е — 2010-е годы песня «Любо, братцы, любо…» входит в репертуар многих исполнителей и коллективов. Среди них: Народный ансамбль песни и танца «Метелица», Казачий круг, Кубанский казачий хор, «Монгол Шуудан», «Дягель & Монголы», Жанна Бичевская, Максим Трошин, Пелагея, «Лесоповал» (Сергей Азаров), Иосиф Кобзон, «Гуляй поле», Бухенвальд Флава, Сергей Любавин, Александр Скляр, братья Жемчужные, «Пикник», «Кипелов», Игорь Растеряев, Виталий Гасаев, группа «Руссия», Тарас Житинский.

### Наследие
В песне Игоря Талькова «Бывший подъесаул» использован припев распространённой (см. ниже) версии песни.

#### Перепевы и подражания
Широко популярная благодаря кинематографу песня породила перепевы и музыкальные подражания.
Упоминание о «танкистском» (см. ниже) перепеве есть в книге Михаила Дудина «Где наша не пропадала» 1979 г. издания, в описании событий Советско-финской войны 1939—1940 гг. Впервые был исполнен Зиновием Гердтом в передаче «В нашу гавань заходили корабли» (Эфир на канале НТВ от 1999.09.25). Большую известность приобрел в исполнении Егора Летова (альбом «Реанимация» группы «Гражданская оборона»).
В фильме 1978 года «Последний год Беркута» исполняется подражающая стилистике «Песня красных партизан».

## Версии песни
Песня известна во множестве вариантов.

### Варианты текста

#### Припев
Во множестве вариантов песни использован «упрощенный» припев распространённой версии, а также припев первоначальной версии и другие схожие.

##### Куплеты
Вариант куплета «про жену»:
 Жена погорюет, выйдет за другого,

За мово товарища, как будто за меня…
встречается более «жесткий» вариант: :
 А жена узнает — выйдет за другого,

За мово товарища, забудет про меня…
У некоторых исполнителей (в т. ч. Жанны Бичевской) такой вариант строки:
 Мне досталась пыльная, горючая земля
Есть также вариант, где вместо «порубаных людей» поётся «порубаных коней».
Также иногда встречается странная очерёдность куплетов — когда герой сначала умирает, а потом в него (и в его коня) попадает пуля.

## Перепевы и подражания

### «Танкистский» перепев
Болванкой в танк ударило, (3 раза)

И лопнула броня.

И мелкими осколками (3 раза)

Поранило меня…

(Припев:)

Ой, любо, братцы, любо,

Любо, братцы жить.

В танковой бригаде

Не приходится тужить…

Очнулся я в болоте, (3 раза)

Глядь вяжут раны мне.

А танк с бронёй пробитой (3 раза)

Догорает в стороне.

(Припев)

И вот нас вызывают (3 раза)

В особый наш отдел.

Скажи, а почему ты (3 раза)

Вместе с танком не сгорел.

(Припев)

Вы меня простите, (3 раза)

Я им говорю.

В следующей атаке (3 раза)

Обязательно сгорю.

(Припев)

А на утро взял я (3 раза)

Да слово и сдержал,

Вместе с новым танком

На опушке до-го-рал…

(Припев)